# Winthorpe (Nottinghamshire)
Winthorpe est un village du Nottinghamshire, en Angleterre.